# Wojciech Ziemba
Wojciech Ziemba (* 15. Oktober 1941 in Wampierzów, Woiwodschaft Karpatenvorland; † 21. April 2021) war ein polnischer Geistlicher und römisch-katholischer Erzbischof von Ermland.

## Leben
Wojciech Ziemba besuchte das Gymnasium in Mielec und Bystrzyca Kłodzka. Nach dem Abitur 1958 arbeitete er zwei Jahre in der Abteilung Finanzen im Büro des Nationalrates in Mielec. 1960 trat er in das Priesterseminar „Hosianum“ in Olsztyn (Allenstein) ein und empfing dort nach seiner theologischen Ausbildung am 18. Juni 1967 von Bischof Józef Drzazga die Priesterweihe. In den Jahren 1970 bis 1974 absolvierte er an der Katholischen Universität Lublin ein Doktoratsstudium in biblischer Theologie. Von 1979 bis 1980 folgte ein Studienaufenthalt am Päpstlichen Bibelinstitut in Rom. Nach seiner Rückkehr aus Rom hielt er Bibelseminare am „Hosianum“ in Olsztyn. Von 1981 bis 1986 war er am dortigen Priesterseminar erst Präfekt, dann Subregens und von 1982 bis 1986 Regens.
Am 19. Juni 1982 ernannte ihn Papst Johannes Paul II. zum Titularbischof von Falerone und zum Weihbischof im Bistum Ermland. Die Bischofsweihe spendete ihm am 4. Juli 1982 der damalige Primas von Polen und spätere Kardinal, Józef Glemp. Mitkonsekratoren waren der Erzbischof von Breslau, Henryk Roman Gulbinowicz und der Bischof von Ermland Jan Obłąk. Sein Wahlspruch lautete: Dives in misericordia Deus („Gott ist reich an Barmherzigkeit“).
Am 25. März 1992 wurde er Bischof der neu gegründeten Diözese Ełk (dt. Lyck) und am 16. November 2000 Erzbischof von Białystok. Am 30. Mai 2006 ernannte ihn Papst Benedikt XVI. zum Erzbischof von Ermland. Am 29. Juni 2006 erhielt er auf dem Petersplatz vom Papst das Pallium des Metropoliten.
In der polnischen Bischofskonferenz war er Vorsitzender der Kommission für die Zusammenarbeit mit der litauischen Bischofskonferenz und Vorsitzender der Missionskommission sowie Mitglied der Pastoralkommission und des Wirtschaftsrats.
Papst Franziskus nahm am 15. Oktober 2016 seinen altersbedingten Rücktritt an.